# 藤井康生 (演劇研究者)
藤井 康生（ふじい やすなり、1939年9月27日 - ）は、日本の演劇学者、大阪市立大学名誉教授。

## 人物
東京府東京市（現品川区）生まれ。1963年名古屋大学文学部仏文科卒。1967年同大学院博士課程中退。1995年「バロック演劇の詩学 17世紀フランスの想像力」で名大博士（文学）。1967年大阪市立大学文学部助手、助教授、教授。2004年定年退官、名誉教授。関西外国語大学教授。はじめはフランス演劇が専門だったが、近代日本大衆演劇（特に関西）の研究へ転換した。
2019年春の叙勲で瑞宝中綬章を受章。

## 著書
- 『幻想劇場 フランス・バロック演劇の宇宙』平凡社 1988
- 『名古屋を読む 比較都市論』風媒社 1992
- 『フランス・バロック演劇研究』平凡社 1995
- 『東西チャンバラ盛衰記』平凡社選書 1999
- 『神戸を読む』晃洋書房 2009
- 『幻影の「昭和芸能」 舞台と映画の競演』森話社 2013
- 『バロック演劇の詩学　比較演劇論』森話社　2022

### 翻訳
- ジャック・シャイエ『魔笛 秘教オペラ』高橋英郎共訳 白水社 1976
- フィリップ・ボーサン『ヴェルサイユの詩学 バロックとは何か』平凡社 1986
- フランシス・A.イェイツ『ヴァロワ・タピスリーの謎』山田由美子共訳 平凡社 ヴァールブルク・コレクション 1989

## 論文
- ＜藤井康生